# Улица Александра Богомазова (Москва)
У́лица Алекса́ндра Богома́зова — улица на юге Москвы в Даниловском районе Южного административного округа от улицы Роберта Фалька до бульвара Павла Филонова.

## Происхождение названия
Улица получила название в августе 2018 года в честь советского художника, представителя русского художественного авангарда Александра Богомазова (1880—1930). Одновременно 10 улиц в районе бывшей промышленной зоны завода имени Лихачева («ЗИЛ») были названы именами знаменитых художников, работников ЗИЛа, его основателей и директора.

## Описание
Улица начинается от улицы Роберта Фалька как продолжение улицы Ларионова, проходит на северо-восток до бульвара Павла Филонова.